# Grupo de Klein
En teoría de grupos, el grupo de Klein o grupo de cuatro de Klein es un grupo formado por cuatro elementos, donde cada uno de ellos es inverso de sí mismo. Formalmente, es el grupo Z/2Z × Z/2Z, producto directo de dos copias del grupo cíclico de orden 2. Se le llama así en honor al matemático alemán Felix Klein, y se denota generalmente con la letra V, por el vocablo alemán Vierergruppe, que significa «grupo de cuatro».

## Descripciones del grupo
El grupo de Klein se puede describir de varias formas. Puesto que solo tiene cuatro elementos, la más sencilla es mediante su tabla de Cayley:
| * | e | a | b | c |
| - | - | - | - | - |
| e | e | a | b | c |
| a | a | e | c | b |
| b | b | c | e | a |
| c | c | b | a | e |

El elemento e es la identidad del grupo, de acuerdo con la notación usual, mientras que los otros tres elementos son de orden 2, lo que significa que son sus propios inversos. Se puede observar que el tercer elemento no trivial es producto de los dos primeros, por lo que es un grupo generado por dos elementos. Además, de la simetría de la tabla de Cayley se desprende que el grupo es abeliano.
En consecuencia, una presentación para el grupo V es la siguiente:
{\displaystyle \mathrm {V} =\langle a,b\mid a^{2}=b^{2}=(ab)^{2}=e\rangle .}
Formalmente, esta presentación corresponde al producto directo de dos copias del grupo de dos elementos, Z2 × Z2, donde Z2 es {[0],[1]}, es decir el grupo cociente Z/2Z, formado por las dos clases de equivalencia de restos módulo 2. 

## Subgrupo de un grupo de permutaciones
El teorema de Cayley afirma que todo grupo finito de orden n es isomorfo a un subgrupo del grupo simétrico de n elementos. En el caso del grupo de Klein, de orden 4, es posible identificar uno de tales subgrupos de S4 de forma explícita.
El subgrupo en cuestión está formado por permutaciones del conjunto de cuatro elementos: {1,2,3,4}. Se trata de las permutaciones (pares) que, no siendo transposiciones, son involutivas (es decir, que aplicadas por segunda vez restauran el orden inicial). De estas hay tres, que junto con la identidad forman un subgrupo isomorfo al grupo de Klein.
En particular, los tres elementos no triviales de este subgrupo consisten cada uno de ellos en dos transposiciones disjuntas. En notación de ciclos, los cuatro elementos del subgrupo son:
{\displaystyle V=\{(),(12)(34),(13)(24),(14)(23)\}\subset A_{4}}
Al ser todas las permutaciones pares, es un subgrupo del grupo alternante A4. Además, es normal en A4, y también en S4.
Este subgrupo es isomorfo al grupo de Klein, por ejemplo, bajo la identificación: a = (12)(34) y b = (13)(24). Se sigue entonces que ab = [(12)(34)][(13)(24)] = (14)(23).

## No cíclico
Salvo isomorfismo, solo hay dos grupos de orden 4, y ambos son abelianos. Uno es el grupo cíclico de cuatro elementos, que puede realizarse de varias maneras: por ejemplo el grupo de raíces cuartas de la unidad, {1,-1,i, -i}, o el grupo multiplicativo formado por los números coprimos con 10, U(Z10)={1,3,7,9}, son cíclicos. 
Sin embargo el grupo de Klein no lo es: todo grupo cíclico de orden n contiene al menos un elemento de orden n. Sin embargo, en V solo hay elementos de orden 1 o 2. Por lo tanto, no es cíclico, luego tampoco es isomorfo a los grupos mencionados más arriba. El grupo de Klein es el grupo no trivial más pequeño cuyo orden no es un número primo. En consecuencia, es el grupo más pequeño que no es cíclico.